# Championnat de Belgique de football de quatrième division 1958-1959
Navigation
saison précédente saison suivante
Le Championnat de Belgique de football D4 1958-1959 est la septième édition du championnat de Promotion belge en tant que 4e niveau national.
Le champion de chacune des quatre séries est promu en Division 3, tandis que les trois derniers de chaque séries sont relégués en Première provinciale.
Lors de cette saison, Auvelais réussit la même performance que Fléron l’année précédente, à savoir conquérir une deuxième montée consécutive. L’UBS devient ainsi le 12e club de la Province de Namur à atteindre le 3e niveau national du football belge. À noter que dans les quarante-cinq ans qui suivent cette province ne déléguera plus que quatre autres nouveaux clubs vers la D3 (ES Jamboise, Wallonia Namur, Dinant, et l’ACHE) ! Recréé sur les bases de l’ancienne US, le club d’Auvelais sort vainqueur d’un duel namurois contre l’Entente Sportive Jamboise, arbitré à distance par ces clubs anversois et limbourgeois.

Résistant aux clubs de Flandre occidentale, l’US Centre remporte sa série et remonte en D3 après 12 ans d’absence. Hawaï Hasselt coiffe de peu Bressoux qui manque donc de peu de fêter ses retrouveilles avec la nationales par une deuxième montée de rang.
Le Crossing Ganshoren apporte un nouveau titre de Promotion au Brabant (le 7e en 7 saisons). Le club bruxellois annonce en fin de saison son déménagement vers la commune voisine : Molenbeek.
À l’inverse d’Auvelais, Boussu-Bois descend une deuxième fois de suite et se retrouve en Provinciales.
Certaines équipes sont rapidement distancées au classement. C’est le cas de Machelen (série A), et Wasmes (série B) et de Tamines (série C). Par contre plusieurs luttes pour le maintien reste indécises jusqu’au terme de la compétition. Trois de douze promus sont relégués en fin de saison.

## Participants 1958-1959
64 clubs prennent part à cette compétition, soit le même nombre que lors de l'édition précédente.
Les clubs dont le matricule est renseigné en gras existent encore lors de la saison 2012-2013.

### Série A
| #  | Nom                                            | Mat. | Ville     | Stades           | Provinces     | En Prom depuis  | Total en Prom. | S. précédente               |
| -- | ---------------------------------------------- | ---- | --------- | ---------------- | ------------- | --------------- | -------------- | --------------------------- |
| 1  | Royal Stade Louvaniste                         | 18   | Louvain   | Den Dreef        | Brabant       | 1958-1959 (1re) | 1 saison       | Division 3 16e Série B      |
| 2  | Royale Association Sportive Renaisienne        | 38   | Renaix    | avenue du 4 mars | Fl. orientale | 1953-1954 (6e)  | 6 saisons      | 9e Série B                  |
| 3  | Koninklijke Athletische Vereniging Dendermonde | 57   | Termonde  | ??               | Fl. orientale | 1956-1957 (3e)  | 3 saisons      | 12e Série A                 |
| 4  | Koninklijke Football Club Vigor Hamme          | 211  | Termonde  | ??               | Fl. orientale | 1957-1958 (2e)  | 2 saisons      | 10e Série A                 |
| 5  | Koninklijke Sportvereniging                    | 225  | Zottegem  | ??               | Fl. orientale | 1957-1958 (2e)  | 2 saisons      | 4e Série A                  |
| 6  | Koninklijke Nielse Sportvereniging             | 415  | Niel      | ??               | Anvers        | 1957-1958 (2e)  | 3 saisons      | 10e Série B                 |
| 7  | Royal Crossing Football Club Ganshoren         | 451  | Ganshoren | ??               | Brabant       | 1952-1953 (7e)  | 7 saisons      | 7e Série B                  |
| 8  | Koninklijke Football Club                      | 628  | Machelen  | ??               | Brabant       | 1957-1958 (2e)  | 2 saisons      | 13e Série B                 |
| 9  | Sportkring Deinze                              | 818  | Ypres     | ??               | Fl. orientale | 1954-1955 (5e)  | 5 saisons      | 11e Série A                 |
| 10 | Koninklijke Football Club Scela Zele           | 1837 | Zele      | ??               | Fl. orientale | 1956-1957 (3e)  | 3 saisons      | 8e Série A                  |
| 11 | Koninklijke Football Club Ninove               | 2373 | Ninove    | Den Doorn        | Fl. orientale | 1956-1957 (3e)  | 3 saisons      | 9e Série A                  |
| 12 | Football Club Heist Sportief                   | 2948 | Heist     | ??               | Anvers        | 1954-1955 (5e)  | 5 saisons      | 12e Série C                 |
| 13 | Kontich Football Club                          | 3029 | Kontich   | ??               | Anvers        | 1954-1955 (5e)  | 5 saisons      | 6e Série B                  |
| 14 | Royal Vilvorde Football Club                   | 49   | Vilvorde  | ??               | Brabant       | 1958-1959 (1re) | 6 saisons      | montant de P1 Brabant       |
| 15 | Voetbalclub Vlug en Vrij Terhagen              | 2645 | Terhagen  | ??               | Anvers        | 1958-1959 (1re) | 6 saisons      | montant de P1 Anvers        |
| 16 | Sportkring Lebbeke                             | 3558 | Lebbeke   | ??               | Fl. orientale | 1958-1959 (1re) | 1 saison       | montant de P1 Fl. orientale |

### Localisations Série A
| \| Sottegem HAM Zele Ninove Renaix Terhagen Kontich Heist Nielse Deinze Termonde Lebbeke Machelen Louvain Vilvorde CRO \| Localisation des clubs engagés en Promotion A 1958-1959 |
| Sottegem HAM Zele Ninove Renaix Terhagen Kontich Heist Nielse Deinze Termonde Lebbeke Machelen Louvain Vilvorde CRO                                                               |

### Série B
| #  | Nom                                          | Mat. | Ville              | Stades        | Provinces        | En Prom depuis  | Total en Prom. | S. précédente                 |
| -- | -------------------------------------------- | ---- | ------------------ | ------------- | ---------------- | --------------- | -------------- | ----------------------------- |
| 1  | Royal Sporting Club Boussu-Bois              | 167  | Boussu             | Stade Vedette | Hainaut          | 1958-1959 (1re) | 1 saison       | Division 3 16e Série A        |
| 2  | Kon. Vaneste Genootschap Oostende            | 31   | Ostende            | ??            | Fl. occidentalde | 1955-1956 (4e)  | 4 saisons      | 7e Série A                    |
| 3  | Koninklijke Sportvereniging Blankenberge     | 48   | Blankenberge       | ???           | Fl. occidentale  | 1957-1958 (2e)  | 2 saison       | 6e Série A                    |
| 4  | Koninklijke Sport-Club Menen                 | 56   | Menin              | ??            | Fl. occidentale  | 1956-1957 (3e)  | 4 saisons      | 13e Série A                   |
| 5  | Koninklijke Vereniging Cercle Sportif Yprois | 100  | Ypres              | ??            | Fl. occidentale  | 1954-1955(4e)   | 5 saisons      | 5e Série A                    |
| 6  | Royal Cercle Sportif Hallois                 | 120  | Hal                | ??            | Brabant          | 1956-1957 (3e)  | 6 saisons      | 5e Série B                    |
| 7  | Koninklijke Sportkring Roeselare             | 134  | Roulers            | 't Motje      | Fl. occidentale  | 1952-1953 (7e)  | 7 saisons      | 2e Série A                    |
| 8  | Royal Sporting Club Wasmes                   | 137  | Wasmes             | ??            | Hainaut          | 1957-1958 (2e)  | 5 saisons      | 12e Série B                   |
| 9  | Union Sportive du Centre                     | 213  | Haine-Saint-Pierre | ??            | Hainaut          | 1954-1955 (5e)  | 6 saisons      | 4e Série B                    |
| 10 | Royal Ruisbroek Football Club                | 362  | Ruisbroek          | ??            | Brabant          | 1955-1956 (4e)  | 4 saisons      | 2e Série B                    |
| 11 | Royal Football Club La Rhodienne             | 1274 | Rhode-Saint-Genèse | ??            | Brabant          | 1957-1958 (2e)  | 5 saisons      | 3e Série B                    |
| 12 | Royal Footbal Club Ecaussinnois              | 646  | Écaussinnes        | ??            | Hainaut          | 1956-1957 (3e)  | 3 saisons      | 8e Série B                    |
| 13 | Royal Football Club Houdinois                | 704  | Houdeng-Gœgnies    | ??            | Hainaut          | 1953-1954 (6e)  | 6 saisons      | 11e Série B                   |
| 14 | Royal Stade Nivellois                        | 182  | Nivelles           | ??            | Brabant          | 1958-1959 (1re) | 1 saison       | montant de P1 Brabant         |
| 15 | Royal Football Club Etincelle Maurage        | 1682 | Maurage            | ??            | Hainaut          | 1958-1959 (1re) | 1 saison       | montant de P1 Hainaut         |
| 16 | Voetbalclub Zwevegem Sport                   | 3521 | Zwevegem           | ??            | Fl. occidentale  | 1958-1959 (1re) | 1 saison       | montant de P1 Fl. occidentale |

### Localisations Série B
| \| Boussu Centre Maurage Ecaussinnes Houdeng-G. Wasmes Blankenberge SK Roeselare Zwevegem Ypres Menin VG Ostende Rhodienne Ruisbroek CS Hallois Nivelles \| Localisation des clubs engagés en Promotion B 1958-1959 |
| Boussu Centre Maurage Ecaussinnes Houdeng-G. Wasmes Blankenberge SK Roeselare Zwevegem Ypres Menin VG Ostende Rhodienne Ruisbroek CS Hallois Nivelles                                                               |

### Série C
| #  | Nom                                                         | Mat. | Ville       | Stades         | Provinces | En Prom depuis  | Total en Prom. | S. précédente          |
| -- | ----------------------------------------------------------- | ---- | ----------- | -------------- | --------- | --------------- | -------------- | ---------------------- |
| 1  | Koninklijke Tubantia Football Club                          | 64   | Borgerhout  | Rivierenhof    | Anvers    | 1958-1959 (1re) | 1 saison       | Division 3 15e Série A |
| 2  | Royale Entente Tamines                                      | 127  | Tamines     | ??             | Namur     | 1956-1957 (3e)  | 3 saisons      | 9e Série D             |
| 3  | Koninklijke Athletische Vereniging Verbroedering Brasschaat | 228  | Brasschaat  | ??             | Anvers    | 1957-1958 (2e)  | 2 saisons      | 3e Série A             |
| 4  | Royal Cercle Sportif Andennais                              | 307  | Andenne     | stade J. Pappa | Namur     | 1953-1954 (6e)  | 6 saisons      | 4e Série D             |
| 5  | Koninklijke Voetbalvereniging Vigor Beringen                | 330  | Beringen    | ??             | Limbourg  | 1956-1957 (3e)  | 4 saisons      | 5e Série C             |
| 6  | Koninklijke Voetbalvereniging Ons Genoegen Vorselaar        | 402  | Vorselaar   | ??             | Anvers    | 1956-1957 (3e)  | 3 saisons      | 3e Série C             |
| 7  | Koninklijke Voetbalvereniging Looi Sport                    | 569  | Tessenderlo | ??             | Limbourg  | 1953-1954 (6e)  | 6 saisons      | 8e Série C             |
| 8  | Koninklijke Wezel Sport                                     | 844  | Mol         | ??             | Anvers    | 1952-1953 (7e)  | 7 saisons      | 7e Série C             |
| 9  | Koninklijke Mol Sport                                       | 852  | Mol         | ???            | Anvers    | 1957-1958 (2e)  | 4 saisons      | 11e Série C            |
| 10 | Football Club Helzold                                       | 1488 | Zolder      | ??             | Limbourg  | 1953-1954 (6e)  | 6 saisons      | 2e Série C             |
| 11 | Royale Entente Sportive Jamboise                            | 1954 | Jambes      | ??             | Namur     | 1957-1958 (2e)  | 3 saisons      | 8e Série D             |
| 12 | Koninklijke Voetbalvereniging Vosselaar                     | 2391 | Vosselaar   | ??             | Anvers    | 1952-1953 (7e)  | 7 saisons      | 4e Série C             |
| 13 | Football Club Eendracht Houthalen                           | 2402 | Houthalen   | ??             | Limbourg  | 1952-1953 (7e)  | 7 saisons      | 6e Série C             |
| 14 | Football Club Esperanza Neerpelt                            | 2529 | Neerpelt    | ??             | Limbourg  | 1952-1953 (7e)  | 7 saisons      | 13e Série C            |
| 15 | Koninklijke Sportkring Hoboken                              | 285  | Hoboken     | ??             | Anvers    | 1958-1959 (1re) | 4 saisons      | montant de P1 Anvers   |
| 16 | Union Basse-Sambre Auvelais                                 | 4290 | Auvelais    | ??             | Namur     | 1958-1959 (1re) | 3 saisons      | montant de P1 Namur    |

### Localisations Série C
| \| Tubantia Hoboken Brasschaat Vosselaar Vorselaar Mol Wezel Neerpelt Helzold Beringen Looi Houthalen Andenne Jambes Tamines Auvelais \| Localisation des clubs engagés en Promotion C 1958-1959 |
| Tubantia Hoboken Brasschaat Vosselaar Vorselaar Mol Wezel Neerpelt Helzold Beringen Looi Houthalen Andenne Jambes Tamines Auvelais                                                               |

### Série D
| #  | Nom                                               | Mat. | Ville             | Stades            | Provinces  | En Prom depuis  | Total en Prom. | S. précédente            |
| -- | ------------------------------------------------- | ---- | ----------------- | ----------------- | ---------- | --------------- | -------------- | ------------------------ |
| 1  | Association Sportive Herstallienne Société Royale | 82   | Herstal           | ??                | Liège      | 1958-1959 (1re) | 1 saison       | Division 3 15e Série B   |
| 2  | Royal Herve Football Club                         | 32   | Herve             | ??                | Liège      | 1954-1955 (5e)  | 5 saisons      | 9e Série C               |
| 3  | Skill Racing Union Verviers                       | 34   | Verviers          | stade du Panorama | Liège      | 1957-1958 (2e)  | 3 saisons      | 10e Série C              |
| 4  | Koninklijke Hasselt Excelsior Football Club       | 37   | Hasselt           | ??                | Limbourg   | 1957-1958 (2e)  | 5 saisons      | 5e Série D               |
| 5  | Koninklijke Hasseltse Voetbalvereniging           | 65   | Hasselt           | ??                | Limbourg   | 1955-1956 (4e)  | 4 saisons      | 2e Série D               |
| 6  | Koninklijke Patria Football Club Tongeren         | 73   | Tongres           | ??                | Limbourg   | 1955-1956 (4e)  | 4 saisons      | 10e Série D              |
| 7  | Royale Union Hutoise Football Club                | 76   | Huy               | ??                | Liège      | 1952-1953 (7e)  | 7 saisons      | 6e Série D               |
| 8  | Football Club Winterslag                          | 322  | Winterslag        | Noordlaanstadion  | Limbourg   | 1954-1955 (5e)  | 5 saisons      | 3e Série D               |
| 9  | Royal Ans Football Club                           | 617  | Ans               | ??                | Liège      | 1953-1954 (6e)  | 6 saisons      | 12e Série D              |
| 10 | Entente Marche Football Club                      | 1579 | Marche-en-Famenne | ??                | Luxembourg | 1957-1958 (2e)  | 2 saisons      | 7e Série D               |
| 11 | Royal Cercle Sportif Libramontois                 | 1590 | Libramont         | ??                | Luxembourg | 1956-1957 (3e)  | 6 saisons      | 13e Série D              |
| 12 | Léopold Club Bastogne                             | 2263 | Bastogne          | ??                | Luxembourg | 1953-1954 (6e)  | 6 saisons      | 11e Série D              |
| 13 | Royal Football Club Bressoux                      | 23   | Bressoux          | ??                | Liège      | 1958-1959 (1re) | 4 saisons      | montant de P1 Liège      |
| 14 | Royal Football Club Queue-du-Bois                 | 378  | Queue-du-Bois     | ??                | Liège      | 1958-1959 (1re) | 1 saison       | montant de P1 Liège      |
| 15 | Union Sportive d’Ethe-Belmont                     | 1491 | Ethe              | ??                | Luxembourg | 1958-1959 (1re) | 1 saison       | montant de P1 Luxembourg |
| 16 | Hoeselt Voetbalvereniging                         | 2146 | Hoeselt           | ??                | Limbourg   | 1958-1959 (1re) | 1 saison       | montant de P1 Limbourg   |

### Localisations Série D
| \| Liège: · R. FC Bressoux · R. Ans FC · + · AS Herstalienne SR Hasselt VV Excelsior FC Winterslag Hoeselt Tongres Herve Liège Q.-du-B. Verviers Huy Bastogne Libramont Marche-e-F. Ethe-Belmont \| Localisation des clubs engagés en Promotion D 1958-1959 |
| Liège: · R. FC Bressoux · R. Ans FC · + · AS Herstalienne SR Hasselt VV Excelsior FC Winterslag Hoeselt Tongres Herve Liège Q.-du-B. Verviers Huy Bastogne Libramont Marche-e-F. Ethe-Belmont                                                               |

## Classements finaux
- Le nom des clubs est celui employé à l'époque

Légende
- Clubs champions et promus en Division 3 la saison suivante
- Clubs relégués en Première provinciale la saison suivante

Abréviations
 : Clubs relégués de « Division 3 » depuis la saison précédente 
: Clubs promus de Première provinciale depuis la saison précédente

### Promotion A
| Rang | Équipe                   | Pts | J  | G  | N  | P  | Bp | Bc | Diff |
| ---- | ------------------------ | --- | -- | -- | -- | -- | -- | -- | ---- |
| 1    | R. CROSSING FC GANSHOREN | 43  | 30 | 18 | 7  | 5  | 65 | 33 | +32  |
| 2    | K. SV Zottegem           | 41  | 30 | 17 | 7  | 6  | 71 | 42 | +29  |
| 3    | K. FC Vigor Hamme        | 37  | 30 | 14 | 9  | 7  | 63 | 36 | +27  |
| 4    | FC Ninove                | 35  | 30 | 15 | 5  | 10 | 56 | 58 | -2   |
| 5    | SK Lebbeke               | 33  | 30 | 12 | 9  | 9  | 52 | 43 | +9   |
| 6    | K. FC Scela Zele         | 32  | 30 | 11 | 10 | 9  | 52 | 46 | +6   |
| 7    | K. Kontich FC            | 30  | 30 | 13 | 4  | 13 | 58 | 40 | +18  |
| 8    | K. Vilvoorde FC          | 28  | 30 | 10 | 8  | 12 | 50 | 54 | -4   |
| 9    | R. Stade Louvaniste      | 28  | 30 | 11 | 6  | 13 | 60 | 57 | +3   |
| 10   | FC Heist Sportief        | 27  | 30 | 10 | 7  | 13 | 45 | 57 | -12  |
| 11   | R. AS Renaisienne        | 27  | 30 | 11 | 5  | 14 | 40 | 53 | -13  |
| 12   | K. Nielse SV             | 27  | 30 | 11 | 5  | 14 | 39 | 55 | -16  |
| 13   | K. AV Dendermonde        | 25  | 30 | 9  | 7  | 14 | 35 | 51 | -16  |
| 14   | KM SK Deinze             | 24  | 30 | 9  | 6  | 15 | 40 | 48 | -8   |
| 15   | VC V&V Terhagen          | 24  | 30 | 9  | 6  | 15 | 41 | 67 | -26  |
| 16   | K. FC Machelen           | 19  | 30 | 7  | 5  | 18 | 35 | 62 | -27  |

### Promotion B
| Rang | Équipe                  | Pts | J  | G  | N  | P  | Bp | Bc | Diff |
| ---- | ----------------------- | --- | -- | -- | -- | -- | -- | -- | ---- |
| 1    | US du CENTRE            | 43  | 30 | 18 | 7  | 5  | 51 | 32 | +19  |
| 2    | K. SV Blankenberge      | 41  | 30 | 17 | 7  | 6  | 69 | 42 | +27  |
| 3    | K. SK Roeselaere        | 41  | 30 | 18 | 5  | 7  | 83 | 44 | +39  |
| 4    | K. Vereniging CS Yprois | 38  | 30 | 15 | 8  | 7  | 57 | 46 | +11  |
| 5    | K. SC Menen             | 33  | 30 | 12 | 9  | 9  | 46 | 42 | +4   |
| 6    | K. VG Oostende          | 33  | 30 | 15 | 3  | 12 | 91 | 61 | +30  |
| 7    | VC Zwevegem Sport       | 31  | 30 | 13 | 5  | 12 | 81 | 76 | +5   |
| 8    | R. FC La Rhodienne      | 30  | 30 | 11 | 8  | 11 | 67 | 50 | +17  |
| 9    | R. Ruisbroek FC         | 30  | 30 | 12 | 6  | 12 | 46 | 49 | -3   |
| 10   | R. CS Hallois           | 28  | 30 | 9  | 10 | 11 | 44 | 48 | -4   |
| 11   | R. FC Ecaussinnois      | 26  | 30 | 9  | 8  | 13 | 45 | 65 | -20  |
| 12   | R. FC Etincelle Maurage | 24  | 30 | 8  | 8  | 14 | 41 | 52 | -11  |
| 13   | R. FC Houdinois         | 24  | 30 | 8  | 8  | 14 | 40 | 56 | -16  |
| 14   | R. SC Boussu-Bois       | 23  | 30 | 10 | 3  | 17 | 48 | 75 | -27  |
| 15   | R. Stade Nivellois      | 21  | 30 | 9  | 3  | 18 | 52 | 64 | -12  |
| 16   | R. SC Wasmes            | 14  | 30 | 6  | 2  | 22 | 34 | 93 | -59  |

### Promotion C
| Rang | Équipe                         | Pts | J  | G  | N | P  | Bp | Bc  | Diff |
| ---- | ------------------------------ | --- | -- | -- | - | -- | -- | --- | ---- |
| 1    | UBS AUVELAIS                   | 46  | 30 | 22 | 2 | 6  | 79 | 37  | +42  |
| 2    | R. Entente Sportive Jamboise   | 44  | 30 | 20 | 4 | 6  | 65 | 35  | +30  |
| 3    | K. AV Verbroedering Brasschaat | 36  | 30 | 16 | 4 | 10 | 71 | 46  | +25  |
| 4    | K. Mol Sport                   | 36  | 30 | 16 | 4 | 10 | 54 | 37  | +17  |
| 5    | K. Helzold FC Zolder           | 34  | 30 | 13 | 8 | 9  | 54 | 46  | +8   |
| 6    | K. FC Eendracht Houthalen      | 33  | 30 | 13 | 7 | 10 | 65 | 46  | +19  |
| 7    | R. CS Andennais                | 32  | 30 | 13 | 6 | 11 | 76 | 61  | +15  |
| 8    | K. VV Vosselaar                | 32  | 30 | 13 | 6 | 11 | 56 | 54  | +2   |
| 9    | K. Tubantia FC                 | 32  | 30 | 15 | 2 | 13 | 58 | 59  | -1   |
| 10   | VVOG Vorselaar                 | 31  | 30 | 13 | 5 | 12 | 67 | 66  | +1   |
| 11   | K. SK Hoboken                  | 30  | 30 | 13 | 4 | 13 | 57 | 49  | +8   |
| 12   | K. FC Esperanza Neerpelt       | 27  | 30 | 9  | 9 | 12 | 55 | 58  | -3   |
| 13   | K. Wezel Sport FC              | 22  | 30 | 7  | 8 | 15 | 59 | 69  | -10  |
| 14   | K. VV Looi Sport Tessenderlo   | 19  | 28 | 6  | 7 | 15 | 43 | 65  | -22  |
| 15   | K. VV Vigor Beringen           | 17  | 30 | 7  | 3 | 20 | 41 | 101 | -60  |
| 16   | R. Entente Tamines             | 9   | 30 | 3  | 3 | 24 | 23 | 94  | -71  |

### Promotion D
| Rang | Équipe                  | Pts | J  | G  | N  | P  | Bp | Bc | Diff |
| ---- | ----------------------- | --- | -- | -- | -- | -- | -- | -- | ---- |
| 1    | K. HASSELTSE VV         | 46  | 30 | 20 | 6  | 4  | 95 | 39 | +56  |
| 2    | R. FC Bressoux          | 44  | 30 | 19 | 6  | 5  | 71 | 36 | +35  |
| 3    | R. Herve FC             | 42  | 30 | 19 | 4  | 7  | 72 | 50 | +22  |
| 4    | R. Ans FC               | 32  | 30 | 9  | 14 | 7  | 46 | 36 | +10  |
| 5    | R. Union Hutoise FC     | 30  | 30 | 11 | 8  | 11 | 60 | 69 | -9   |
| 6    | K. Excelsior FC Hasselt | 30  | 30 | 12 | 6  | 12 | 53 | 48 | +5   |
| 7    | AS Herstalienne SR      | 29  | 30 | 12 | 5  | 13 | 58 | 57 | +1   |
| 8    | K. FC Winterslag        | 29  | 30 | 12 | 5  | 13 | 45 | 52 | -7   |
| 9    | K. Patria FC Tongeren   | 28  | 30 | 11 | 6  | 13 | 58 | 61 | -3   |
| 10   | US d'Ethe-Belmont       | 28  | 30 | 11 | 6  | 13 | 54 | 65 | -11  |
| 11   | FC Queue-du-Bois        | 28  | 30 | 11 | 6  | 13 | 47 | 58 | -11  |
| 12   | Entente Marche FC       | 27  | 30 | 10 | 7  | 13 | 55 | 54 | +1   |
| 13   | SRU Verviers            | 23  | 30 | 8  | 7  | 15 | 38 | 54 | -16  |
| 14   | R. CS Libramontois      | 22  | 30 | 8  | 6  | 16 | 49 | 66 | -17  |
| 15   | Hoeselt VV              | 22  | 30 | 8  | 6  | 16 | 34 | 56 | -22  |
| 16   | Léopold Club Bastogne   | 20  | 30 | 8  | 4  | 18 | 51 | 85 | -34  |

## Récapitulatif de la saison
- Champion A: R. Crossing FC Ganshoren 1er titre en Promotion (D4)
- Champion B: US du Centre 1er titre en Promotion (D4)
- Champion C: UBS Auvelais 1er titre en Promotion (D4)
- Champion D: K. Hasseltse VV 1er titre en Promotion (D4)

- Septième titre de Promotion pour la Province de Brabant (3e pour un club bruxellois).
- Troisième titre de Promotion pour la Province de Hainaut.
- Deuxième titre de Promotion pour la Limbourg.
- Premier titre de Promotion pour la Province de Namur.

| Région flamande (35)            | Région flamande (35) | Province de Brabant (8)      | Province de Brabant (8) | Région wallonne (20)   | Région wallonne (20) |
| ------------------------------- | -------------------- | ---------------------------- | ----------------------- | ---------------------- | -------------------- |
| Province d'Anvers               | 11                   | Région de Bruxelles-Capitale | 1                       | Province de Hainaut    | 6                    |
| Province de Flandre-Occidentale | 6                    | Province du Brabant flamand  | 6                       | Province de Liège      | 7                    |
| Province de Flandre-Orientale   | 8                    | Province du Brabant wallon   | 1                       | Province de Luxembourg | 3                    |
| Province de Limbourg            | 10                   |                              |                         | Province de Namur      | 4                    |

1. ↑  Au niveau footballistique, la province de Brabant est toujours unitaire malgré sa partition territoriale en 1995.

### Admission en D3 / Relégation de D3
Les quatre champions (Auvelais, US Centre, Crossing Ganshoren et Hasseltse VV) sont promus en Division 3, iù ils remplacent les relégués que sont La Forestoise, SCUP Jette, RC Lokeren et Tongerse SV Cercle.

#### Relégations vers les séries provinciales
12 clubs sont relégués vers le 5e niveau désormais appelé « Première provinciale ».
| Clubs                                              |   | Provinces                       |
| -------------------------------------------------- | - | ------------------------------- |
| VC V&V Terhagen                                    | ⇒ | Province d'Anvers               |
| K. FC Machelen, R. Stade Nivellois                 | ⇒ | Province de Brabant             |
|                                                    | ⇒ | Province de Flandre-Occidentale |
| KM SK Deinze                                       | ⇒ | Province de Flandre-Orientale   |
| R. SC Boussu-Bois, R. SC Wasmes                    | ⇒ | Province de Hainaut             |
|                                                    | ⇒ | Province de Liège               |
| K. VV Vigor Beringen, Hoeselt VV, K. VV Looi Sport | ⇒ | Province de Limbourg            |
| LC Bastogne, R. CS Libramontois                    | ⇒ | Province de Luxembourg          |
| R. Entente Tamines                                 | ⇒ | Province de Namur               |

##### Remarques concernant les relégués
Quatre clubs relégués en cette fin de saison ne sont plus jamais réapparus en séries nationales.
- VC V&V Terhagen (11 saisons) disparaît en 1967.
- R. Stade Nivellois (6 saisons) disparaît en 1963.
- R. SC Wasmes (13 saisons) et K. FC Machelen (2 saisons) sont toujours en activités. Machelen porte l'appellation « K. CS Machelen ».

#### Montées depuis les séries provinciales
Douze clubs sont admis en « Promotion » (4e niveau) depuis le 5e niveau désormais appelé « Première provinciale ».
| Provinces                       | Montant                                    |
| ------------------------------- | ------------------------------------------ |
| Province d'Anvers               | K. FC Grobbendonk, Rupel SK.               |
| Province de Brabant             | K. FC Avenir Lembeek, K. HO Merchtem.      |
| Province de Flandre-Occidentale | R. Stade Mouscronnois                      |
| Province de Flandre-Orientale   | K. SK Geraarsbergen.                       |
| Province de Hainaut             | R. Ass. Marchiennoise des Sports.          |
| Province de Liège               | R. FC Melen-Micheroux, R. FC Union Wandre. |
| Province de Limbourg            | Lommelse SK.                               |
| Province de Luxembourg          | R. SC Athusien                             |
| Province de Namur               | Wallonia Association Namur                 |

## Débuts en Promotion
Sept clubs ayant déjà joué en séries nationales prennent part pour la première fois au championnat de Promotion. Avec les nouveaux venus en nationales (voir ci-après), ils portent à 130 le nombre de clubs différents ayant joué au 4e niveau national.
- K. Tubantia FC (24e club anversois différent à évoluer au 4e niveau national).(24e club anversois différent à évoluer au 4e niveau national).
- R. Stade Louvanise, R. Stade Nivellois (21e et 22e clubs brabançons différents à évoluer au 4e niveau national) - 12e club du Brabant flamand et 2e du Brabant wallon.
- R. SC Boussu-Bois (12e club hennuyer différent à évoluer au 4e niveau national) - ex æquo avec FC Etincelle Maurage.
- R. FC Queue-du-Bois (18e club liégeois différent à évoluer au 4e niveau national).
- Hoeselt VV (12e club limbourgeois différent à évoluer au 4e niveau national).

## Débuts en séries nationales
Quatre clubs évoluent pour la toute première fois dans les séries nationales du football belge. Ils portent à 259 le nombre de clubs différents ayant évolué en « nationale ».
- FC Zwevegem Sport (11e club flandrien occidental différent à évoluer au 4e niveau national).
- SK Lebbeke (14e club flandrien oriental différent à évoluer au 4e niveau national).
- R. FC Etincelle Maurage (12e club hennuyer différent à évoluer au 4e niveau national) - ex æquo avec SC Boussu-Bois (op cit).
- US d'Ethe-Belmont (7e club luxembougeois différent à évoluer au 4e niveau national).

## Déménagement - Changement d'appellation
À la fin de la saison, le Royal Crossing FC Ganshoren, champion de la « Série A » et promu en Division 3, quitte la commune de Ganshoren pour celle de Molenbeek et s'y installe au « stade du Sippelberg ». Le club porteur du « matricule 55 » change son appellation et devient le R. Crossing FC Molenbeek.